# Fejervarya vittigera
Fejervarya vittigera o rana verrugosa de Luzón es una especie  de anfibios de la familia Ranidae.

## Distribución geográfica
Se encuentra en las Filipinas.  